# Yamila Uichaques
Yamila Uichaques (* 2. April 1990) ist eine argentinische Handballspielerin auf der Position der Torhüterin, die vor allem in der Disziplin Beachhandball erfolgreich war. Seit 2015 ist sie Mitglied der argentinischen Nationalmannschaft.

## Handball
Uichaques spielt für Deportivo Goliat Viedma in der höchsten Liga ihrer Region.
Ihr Debüt für die argentinische Nationalmannschaft gab Uichaques beim Anden-Cup 2015, wo Argentinien mit einer A- und B-Mannschaft antrat und dort Gold und Bronze gewann. Von nun an gehörte sie dem Stamm der Nationalmannschaft an und gehörte fast immer zu den Turnierkadern. Beim Anden-Cup war sie neben Ayelén Ávila und Sofía Muñoz eine von drei Torhüterinnen, die getestet wurden, um die Nachfolge der langjährigen Torhüterin Valeria Miranda und ihrer in die Politik gewechselten Konkurrentin Daniela Vilar anzutreten. Uichaques konnte sich dabei gegen ihre Konkurrentinnen durchsetzen. Im Jahr darauf nahm sie im Rahmen der Panamerikanischen Meisterschaften das erste Mal an einer internationalen Meisterschaft teil. Argentinien erreichte bei diesem Turnier das erste Mal das Finale der kontinentalen Meisterschaft, unterlag hier aber Brasilien, der vorherrschenden Beachhandball-Macht auf dem amerikanischen Doppelkontinent und einer der stärksten Mannschaften der Welt. Uichaques wurde zur besten Torhüterin des Turniers gewählt. Mit dem Finaleinzug war auch die Teilnahme an der Weltmeisterschaft 2016 verbunden. In Budapest konnte Argentinien das Turnier weitaus besser als bei ihrer ersten Teilnahme 2012 gestalten und belegte am Ende Rang sieben. Zudem gelang über die Kontinentalmeisterschaft die Qualifikation für die World Games 2017 in Breslau. In Polen wurde Uichaques nach einem Jahr als Stammtorhüterin schon wieder von Florencia Bericio abgelöst, die für die nächsten Jahre allein bei allen internationalen Meisterschaften das Tor hüten sollte.
Nach der Rückkehr von der Weltmeisterschaft 2016 waren Uichaques und der Teilnehmer an den Olympischen Sommerspielen 2016 in Rio de Janeiro mit der Männer-Hallennationalmannschaft, Agustín Vidal, Ehrengäste beim erstmals ausgetragenen Handball-Turnier der Provinz Río Negro in Viedma.
2017 gewann Uichaques als erst zweite Frau nach der Taekwondoin Patricia Riciutti im Jahr 2001 den höchsten Sportpreis der Provinz, den Del Carmen de oro.

## Erfolge und Teilnahmen
| Weltmeisterschaften - 2016: 7. | Pan-Amerikanische Meisterschaften - 2016: 2. | Andencup - 2015: 1. |